# Aeque principaliter
Aeque principaliter ('igualment important') és un terme llatí emprat generalment per l'Església Catòlica Romana per a indicar una unió de dues o més diòcesis en la qual -per evitar qüestions de preeminència- totes les diòcesis reben la mateixa importància. Aquest tipus d'unions són semblants a les unions in persona episcopi.
L'expressió s'utilitza també per a referir-se a algunes unions entre monarquies. En aquest cas, es basa en la igualtat de les dues parts que s'han unit en una única persona: garanteix la diversitat de regnes i els seus respectius ordenaments jurídics. Com a resultat, el poder del monarca no és el mateix en cadascun dels territoris on és sobirà: gaudeix d'una monarquia composta i el monarca ostenta els títols parcials i acumulatius de les diferents unitats politiques.
Aquest tipus d'unió s'oposa a la unió accessòria, basada en l'adhesió d'unes diòcesis o uns regnes en uns altres de forma subordinada.
La Monarquia Hispànica va ser una monarquia composta formada a través d'una unió aeque principaliter.